# 細川澄賢
細川 澄賢（ほそかわ すみかた）は、戦国時代の武士。細川典厩家（政賢流）当主。

## 略歴
細川政賢の子として誕生。生年は不詳だが、永正3年（1506年）に元服する。
永正の錯乱の際に父・政賢は細川澄元を支持して細川高国に敗れて本拠のある摂津国を追われて四国に下った。その後、永正8年（1511年）の船岡山合戦で政賢が戦死すると、細川澄元は澄賢を典厩家の後継者とするが、細川高国は従弟の細川尹賢を新しい典厩家当主としたため、同家は分裂した。
その後も、澄賢は四国において、反高国活動を継続するが、大永元年（1521年）に死去した。元服してからの年数より30歳前後で亡くなったとみられる。